# Zhao Chengliang
Zhao Chengliang, Chinees: 赵 成良, (Qujing, 1 juni 1984) is een Chinese snelwandelaar, die gespecialiseerd is in de 50 km snelwandelen. Hij nam eenmaal deel aan de Olympische Spelen.

## Loopbaan
Op de wereldkampioenschappen van 2005 in Helsinki werd Chengliang vijfde. Op de Olympische Spelen van 2008 in Peking behaalde hij een 21e plaats en op de WK van 2009 in Berlijn werd hij vijftiende.

## Persoonlijke records
| Onderdeel          | Prestatie | Datum             | Plaats  |
| ------------------ | --------- | ----------------- | ------- |
| 10 km snelwandelen | 40.12     | 18 september 2010 | Peking  |
| 20 km snelwandelen | 1:20.20   | 19 oktober 2005   | Nanking |
| 50 km snelwandelen | 3:36.13   | 22 oktober 2005   | Nanking |

## Palmares

### 50 km snelwandelen
- 2004: 19e Wereldbeker - 3:58.39
- 2005: 5e WK - 3:44.45
- 2006: 8e Wereldbeker - 3:49.29
- 2008: 21e OS - 3:56.47
- 2009: 15e WK - 3:53.06